# ヴェルサイユ＝シャンティエ駅
ヴェルサイユ＝シャンティエ駅（仏: Gare de Versailles-Chantiers）はフランスのヴェルサイユシャンティエ地区にある、フランス国鉄（SNCF）の鉄道駅。

## 乗り入れる路線・列車
パリ-ブレスト線とグランド・サンチュール線が接続するが、駅構内で路線名での案内はされない。当駅を発着する列車・系統は以下の通り。
- TGV inOui
- Ouigo
- TER
  - TERサントル＝ヴァル・ド・ロワール（英語版、フランス語版）
  - TERノルマンディー（英語版、フランス語版）
- RER
  -  C線
- トランシリアン
  -  トランシリアンN線
  -  トランシリアンU線
  -  トランシリアンV線

## 駅構造

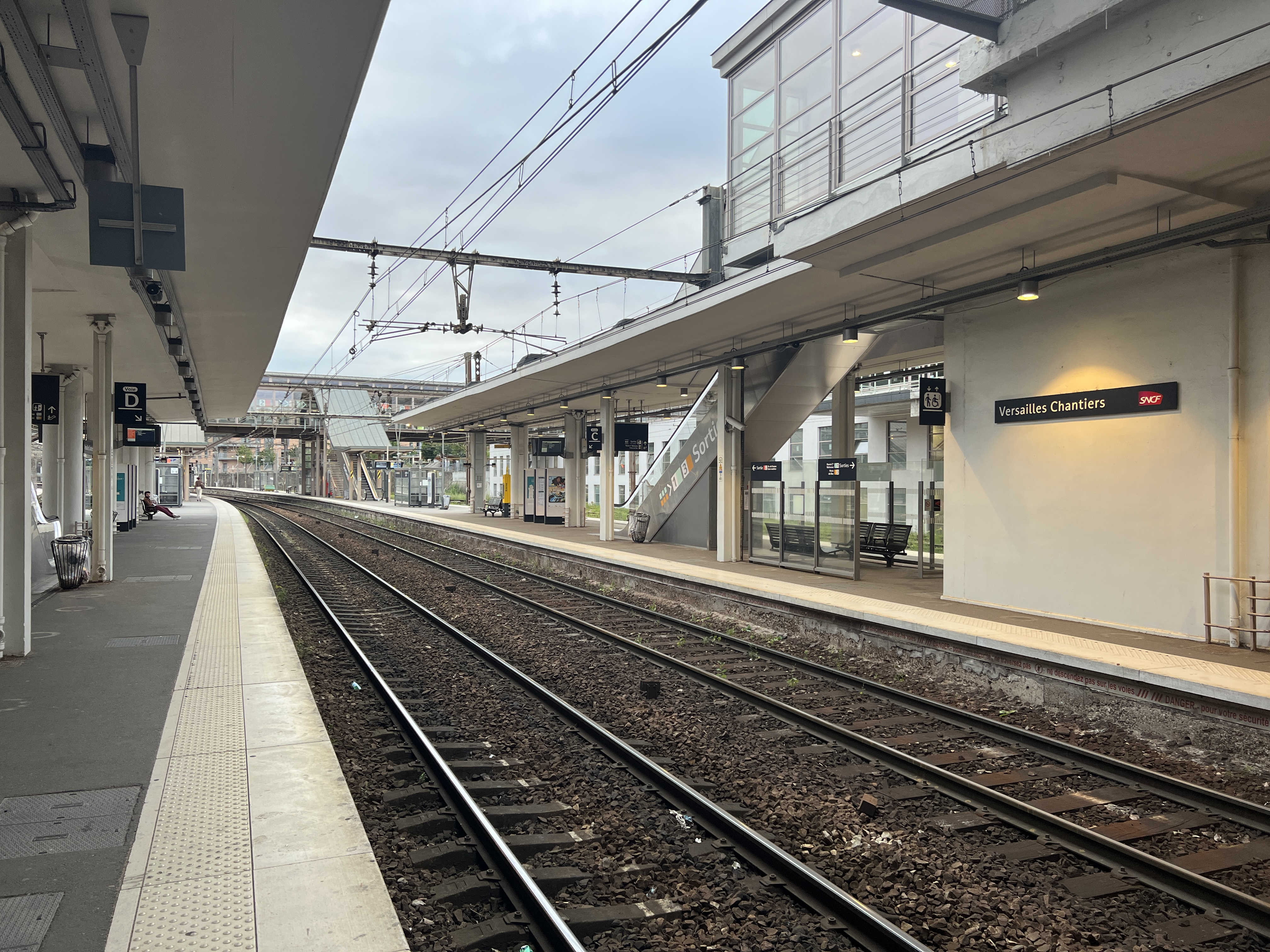
ホーム

島式ホーム4面8線を有する地上駅。

## 利用状況
近年の年間乗降人員の推移は下表の通り。.
| 年         | 2015     | 2016     | 2017     | 2018     | 2019     | 2020     | 2021     | 2022     | 2023     |
| ---------- | -------- | -------- | -------- | -------- | -------- | -------- | -------- | -------- | -------- |
| 年間利用客 | 24191310 | 24132107 | 23974181 | 23336771 | 22909416 | 12376593 | 15922909 | 18934500 | 21427872 |

## 駅周辺
- リドル
- エタ＝ジェネロー通り（フランス語版）
- エタン・ゴベール庭園（フランス語版）
- フランシーヌ広場
- ソー通り（英語版、フランス語版）
- ヴェルサイユ＝シャトー＝リヴ＝ゴーシュ駅
- ゴナール墓地（英語版、フランス語版）

## 隣の駅
| フランス国鉄（SNCF） | フランス国鉄（SNCF）              | フランス国鉄（SNCF）                                                                 |
| --- | --------------------------------- | ------------------------------------------------------------------------------------ |
| マント＝ラ＝ジョリー駅 ル・アーヴル方面 | TGV inOui                         | マッシー＝パレゾー駅 マルセイユ・サン＝シャルル方面                                  |
| シャルトル駅 ナント方面 レンヌ方面 | Ouigo Train Classique             | マッシー＝パレゾー駅 オステルリッツ方面                                              |
| ドルー駅 グランヴィル方面 ポントルソン＝モン＝サン＝ミシェル方面 アルジャンタン                                                                  | TERノルマンディー(Krono)          | モンパルナス駅 モンパルナス方面                                                      |
| シャルトル駅 エペルノン駅 ランブイエ駅 ル・マン方面                                                                                              | TERサントル＝ヴァル・ド・ロワール | モンパルナス駅 モンパルナス方面                                                      |
| ランブイエ駅 ノジャン＝ル＝ロトルー方面 | TERサントル＝ヴァル・ド・ロワール | モンパルナス駅 モンパルナス方面                                                      |
| ランブイエ駅 サン＝カンタン＝アン＝イヴリーヌ＝モンティニー＝レ＝ブルトンヌー駅 シャルトル方面                                                   | TERサントル＝ヴァル・ド・ロワール | モンパルナス駅 モンパルナス方面                                                      |
| サン＝シール駅 サン＝カンタン＝アン＝イヴリーヌ＝モンティニー＝レ＝ブルトンヌー方面                                                              | RER C線                           | ビロフレー＝リヴ＝ゴーシュ駅 ドゥルダン＝ラ＝フォレ方面 サン＝マルタン＝デタンプ方面 |
| プレジール・グリニョン駅 ドルー方面 | トランシリアンN線                 | モンパルナス駅 モンパルナス方面                                                      |
| サン＝シール駅 サン＝カンタン＝アン＝イヴリーヌ＝モンティニー＝レ＝ブルトンヌー駅 ランブイエ方面 プレジール＝グリニョン方面 マント＝ラ＝ジョリー | トランシリアンN線                 | ビロフレー＝リヴ＝ゴーシュ駅 モンパルナス駅 モンパルナス方面                         |
| サン＝シール駅 ラ・ヴィリエール方面 | トランシリアンU線                 | シャビル＝リヴ＝ドワイトゥ駅 ラ・デファンス方面                                      |
| 起点駅 | トランシリアンV線                 | プティ・ジュイ＝レ・ロージュ駅 マッシー＝パレゾー方面                                |